# Monday James
Monday James (Lagos, 19 ottobre 1986) è un ex calciatore nigeriano, di ruolo difensore.

## Carriera

### Club
Cresciuto in Nigeria, è stato prelevato dal 2008 dagli svedesi dell'Hammarby, il primo anno in prestito dal Bayelsa United, e poi a titolo definitivo a partire dal 2009.

### Nazionale
Nel 2005 ha partecipato ai Mondiali Under-20, conclusi con una finale persa; nel 2008 ha vinto una medaglia d'argento ai Giochi Olimpici di Pechino. Sempre nel 2008 ha anche segnato una rete in 4 presenze con la nazionale maggiore nigeriana.

## Palmarès

### Nazionale
- Argento olimpico: 1

Pechino 2008